# Peyssies
Peyssies is een gemeente in het Franse departement Haute-Garonne (regio Occitanie) en telt 364 inwoners (1999). De plaats maakt deel uit van het arrondissement Muret.

## Geografie
De oppervlakte van Peyssies bedraagt 6,4 km², de bevolkingsdichtheid is 56,9 inwoners per km².
De onderstaande kaart toont de ligging van Peyssies met de belangrijkste infrastructuur en aangrenzende gemeenten.

## Demografie
Onderstaande figuur toont het verloop van het inwonertal (bron: INSEE-tellingen).

1. ↑  Populations de référence 2022.